# 翁贝托·焦尔达诺
翁贝托·梅诺蒂·玛利亚·焦尔达诺（義大利語：Umberto Menotti Maria Giordano；1867年8月28日—1948年11月12日），意大利作曲家。
焦尔乔达诺的整个创作时期，作品带有鲜明的真实主义风格。

## 生平
焦尔达诺出生于意大利王國福贾，他的父亲是一名药剂师，希望自己的儿子成为击剑运动员，但焦尔达诺的身上显示出的是音乐的天赋。不顾家庭的反对，乔达诺于1882年进入那不勒斯音乐学院，并在那里学习了七年。在校期间，他创作了第一部歌剧《Marina》，在出版商 Edoardo Sonzogno 举办的比赛中获得了第六名，焦尔达诺是所有参赛者中最年轻的一位作曲家，他后来与当时获得第一名的作曲家马斯卡尼成为了很好的朋友。随即，Sonzogno 委托作曲家写一部歌剧《Mala vita》（悲惨的生活），1892年2月在罗马 Teatro Argentina 首演，因为这部歌剧冷酷的描述了一名那不勒斯妓女的不幸的生活，所以遭到意大利观众的激烈的咒骂，但在维也纳、柏林和布拉格却很受欢迎。1894年，焦尔达诺开始谱写他最著名的一部歌剧《安德烈·谢尼埃》（Andrea Chenier），1896年3月28日在米兰斯卡拉剧院首演大获成功，之后便在世界各地盛演不衰。1903年后焦尔达诺的创作进入了低谷，他最后的作品是一部于1929年在米兰首演的独幕剧《Il re》。1948年11月，作曲家于米兰逝世。